# Лисьяк, Владо
Владо Лисьяк (хорв. Владо Лисјак); род. 29 апреля 1962, Петриня, Сисацко-Мославинская жупания) — югославский борец греко-римского стиля, чемпион Олимпийских игр.

## Биография
Начал заниматься борьбой в клубе «Гаврилович» в Петрине в 1972 году. Позднее переехал в Загреб, где продолжи тренировки у известного тренера Милана Ненадича. 
В 1980 и в 1981 годах оставался третьим на чемпионатах мира среди юниоров. В 1981 году был всего лишь 11-м на Гран-при Германии среди взрослых. В том же году был вторым на чемпионате Балкан среди юниоров. В 1982 году добрался до четвёртого места на чемпионате мира, а в 1983 — на Средиземноморских играх. На чемпионате мира 1983 года был вообще семнадцатым. В команде Югославии оставался только на замене Нандо Сабо, но последний травмировался незадолго до игр, и таким образом, Владо Лисьяк на олимпийские игры ехал не имея практически никаких серьёзных международных результатов.  
На Летних Олимпийских играх 1984 года в Лос-Анджелесе боролся в категории до 68 килограммов (легкий вес). Участники турнира, числом в 14 человек в категории, были разделены на две группы. За победу в схватках присуждались баллы, от 4 баллов за чистую победу и 0 баллов за чистое поражение. Когда в каждой группе определялись три борца с наибольшими баллами (борьба проходила по системе с выбыванием после двух поражений), они разыгрывали между собой места в группе. Затем победители групп встречались в схватке за первое-второе места, занявшие второе место — за третье-четвёртое места, занявшие третье место — за пятое-шестое места. Во всех схватках борьба проходила упорно, и нигде до финала Владо Лисьяк не мог быть назван безоговорочным победителем, а в одной схватке вообще победа была отдана лишь по дополнительным критериям. Однако в финале югославский борец уже на первой минуте тушировал оппонента, действующего чемпиона мира Тапио Сипиля, и стал чемпионом олимпийских игр, и это звание осталось единственным у борца международным успехом в карьере.  
| Круг                           | Соперник         | Страна    | Результат | Основание                             | Время схватки |
| ------------------------------ | ---------------- | --------- | --------- | ------------------------------------- | ------------- |
| 1                              | -                | -         | -         | -                                     | -             |
| 2                              | Сэйдзи Немото    | Япония    | Победа    | 7-0 (3 балла)                         |               |
| 3                              | Сюмер Кочак      | Турция    | Победа    | 11-4 (3 балла)                        |               |
| Финал в группе «А» (встреча 1) | Дитмар Штрейтлер | Австрия   | Победа    | 8-6 (3 балла)                         |               |
| Финал в группе «А» (встреча 2) | Штефан Негричан  | Румыния   | Победа    | По дополнительным критериям (3 балла) |               |
| Финал                          | Тапио Сипиля     | Финляндия | Победа    | Туше                                  | 0:57          |

Благодаря победе, стал спортсменом года в Югославии. После игр несколько раз получал травмы, и не выдержав конкуренции с другими борцами, закончил карьеру. После распада Югославии снова попробовал себя, и выступая за Хорватию, в 1993 году занял 11 место на Гран-при Германии и 5 место на Средиземноморских играх. С 1994 года окончательно сосредоточился на тренерской деятельности, и с того времени до 2009 года являлся тренером сборной Хорватии по греко-римской борьбе, с 2009 года является директором сборной команды 
В 1998 году окончил институт, с квалификацией преподавателя борьбы.